# Joannes Brans
Joannes Brans, ook Jan en Jean genoemd, (Amsterdam, gedoopt 27 december 1796 – Brugge, 13 november 1862) was een Nederlands onderwijzer en Belgisch schooldirecteur en inspecteur.

## Levensloop
De geboren Amsterdammer Jan Brans was een zoon van Willem Brans en Anne-Marie Cotswa. Tijdens de periode van het Verenigd Koninkrijk der Nederlanden kwam hij naar de Zuidelijke Nederlanden. In 1823 trouwde hij in Elsene met Catherine Neyts (Brugge, 4 maart 1799 - aldaar, 7 januari 1868). Zij behoorde tot de familie van de operaspelers Frans Neyts (1719-1797) en Jacques-Toussaint Neyts (1726-1794). Jacques was haar grootvader. Zij was de oudste van de zes kinderen van Jacques' tweede zoon Jean-Celestin Neyts (1766-1839) en van Anne Van Roy (?-1842). Haar vader had op de Eiermarkt in Brugge na 1795 een winkel van rookartikelen uitgebaat, onder de naam In Amsterdam. 
De verarmde familie Neyts was in die tijd aan een poging tot herstel bezig. De voorouders hadden tot de adel behoord en de familie had nog steeds de nostalgie naar die status. Koning Willem I der Nederlanden had vanaf 1814 de vroegere adellijke families die het wensten en die ervoor konden betalen, de mogelijkheid geboden om de adellijke status te herwinnen. De familie Neyts had noch de maatschappelijke status noch de financiële mogelijkheid om hierop te kunnen ingaan. Ze hadden dan maar in de jaren 1820 een geding aangespannen om hun rechten te doen herkennen op de erfenis van een verre steenrijke nicht. Na jaren procedures kwam de zaak voor het Hof van Cassatie dat in 1837 de eisen van de familie definitief afwees. De herinnering aan vroeger bleef nochtans bij de familie levendig. Toen de stadsambtenaar François Van Dycke in 1851 zijn Recueil héraldique publiceerde, werd een hoofdstuk gewijd aan de familie Neyts, die er als adellijk werd voorgesteld. De naam van de leden werd opgefleurd met adellijke titels die allang tot het verleden behoorden en die de afstammelingen trouwens nooit hadden gedragen.
Het jonge paar Brans ging in 1825 in Doornik wonen en vestigde zich in 1828 in Brugge om er een lagere school op te richten in hun woning op de Kraanplaats. De school kreeg al onmiddellijk officiële erkenning en betoelaging. De Gazette van Brugge meldde op 24 november 1828 dat Brans benoemd was tot hoofdonderwijzer van de rijkslagere school in Brugge.
In tegenstelling tot andere Noord-Nederlanders, zoals de atheneumleraar Petrus van Genabeth, was de Belgische afscheiding in 1830 geen aanleiding voor Brans om naar het noorden te vluchten. Hij bleef integendeel zijn school verder leiden en kende succes. Onder de leerlingen bevonden zich Guido Gezelle en Alphonse en Victor van de Walle, de zoons van Theodore-Dominique van de Walle, de huisbaas van vader Pier-Jan Gezelle. Het gezin Van de Walle woonde op de Kraanplaats, recht tegenover Brans en zijn school. Op 13 oktober 1835 verkreeg Brans de Belgische nationaliteit en hij was al voordien opgenomen als luitenant in de Brugse Burgerwacht.
Als 'modelschool' aangemerkt, werd er na 1830 aan de school van Brans een normaalschool toegevoegd waar jongelingen tot onderwijzer werden opgeleid. Brans zelf was directeur, terwijl vier onderwijzers hem in de verschillende klassen bijstonden. De jaarlijkse prijsdeling werd voortaan een belangrijk evenement, waarover in de liberale lokale kranten, vooral in de Journal de Bruges uitgebreid verslag werd uitgebracht. Vaak werden deze manifestaties bijgewoond door de provinciegouverneur, door de burgemeester van Brugge en soms zelfs door de bisschop. In 1850 werd gemeld dat Brans werd bijgestaan door drie onderwijzers, 2 leerling-onderwijzers en een turnleraar.
Het verslag op 8 september 1842 in Journal de Bruges gepubliceerd, geeft de toon aan die betreffende Brans en zijn school jaar na jaar werd aangehouden: Deze instelling, een der oudste die in Brugge is gevestigd en meer dan 150 leerlingen telt, verdient volop het vertrouwen door de families in haar gesteld, vanwege de zorgen waarmee ze de kinderen omringt evenals vanwege de eigen methodes die dhr. Brans aanwendt voor het aanleren van talen en voor al de andere vakken.
In 1843 werd Brans kantonaal inspecteur, waardoor hij andere lagere scholen aan officiële inspectie onderwierp. Hij bleef dit tot aan zijn ontslag in 1852. Datzelfde jaar werd hij interim-directeur van de Brugse Muziekschool, na het overlijden van de directeur. Bij KB van 30 september 1843 werd hij officieel bevestigd als directeur van de rijkslagere school of école moyenne in Brugge.
In 1845 kocht de stad Brugge de voormalige suikerraffinaderij Serdobbel aan in de Naaldenstraat-Grauwwerkersstraat en de rijksschool verhuisde naar daar, terwijl Brans het huis op de Kraanplaats verkocht en aan de Verversdijk ging wonen. Rond die tijd werd in de kranten polemiek gevoerd over zijn onderwijs. In de katholieke Nouvelliste werd hij bekritiseerd omdat hij zijn leerlingen Hollands leerde spreken, terwijl Journal de Bruges hem integendeel verdedigde. In 1852 verhuisde het koninklijk atheneum naar de vroegere jezuïetengebouwen aan de Verversdijk, terwijl de lagere en middelbare school van Brans verhuisde naar de erbij aansluitende gebouwen in de Boomgaardstraat. De school telde toen 200 leerlingen. Het gezin Neyts verhuisde naar de Sint-Annarei.
In 1858 werd Brans ridder in de Leopoldsorde benoemd en Journal de Bruges begroette dit als een bekroning van een gans leven toegewijd aan het onderwijzen van de jeugd. Het muziek van IJver en Broedermin, vereniging van wie Brans bestuurslid was, kwam voor zijn woning aan de Sint-Annarei een serenade ten beste geven.
In 1859 deed zich een incident voor dat in de media behandeld werd. Brans stapte door de Wapenmakersstraat richting Sint-Jansplaats, waar toen het Sint-Lodewijkscollege gevestigd was, en werd er door enkele leerlingen van dit college uitgefloten en fysiek bedreigd. Hij stapte onmiddellijk het college binnen om er zijn beklag te gaan doen. Het werd een stevige polemiek, waar zelfs burgemeester Jules Boyaval en bisschop Joannes Baptista Malou zich in moeiden, de eerste ter verdediging van Brans, de tweede ter verdediging van het Sint-Lodewijkscollege. Hij werd ziek en in mei 1860 nam hij ontslag als directeur van het pensionaat dat bij zijn school hoorde. Van het directeurschap van de school zelf nam hij afscheid begin september 1862, bevestigd door een koninklijk besluit. Enkele weken later overleed hij. 
Het overlijden, vastgesteld op 13 november 1862 om 5 uur 's morgens. De druk bezochte begrafenis volgde op 16 november in de Sint-Walburgakerk. Bij zijn graf op het Brugs kerkhof, werd door zijn opvolger François-Auguste Mouzon, een redevoering gehouden die in de Impartial de Bruges gepubliceerd werd. In december verspreidde drukker Daveluy een lithografisch portret van Brans. De gemeenteraad besliste aan zijn weduwe een jaarpensioen toe te kennen van 1734 fr. Op 20 augustus 1863, bij de jaarlijkse prijsuitdeling, sprak zijn opvolger Mouzon een warme herdenkingsrede uit, die gepubliceerd werd in de Journal de Bruges.

## Gezin
Jan Brans en Catherine Neyts hadden een zoon, Celestin Brans (Brugge, 16 mei 1830), die stadsbediende werd, maar die later uit Brugge verdween. Ze hadden ook zes dochters: 
- Anne-Marie (Doornik, 1 september 1825 - Brugge, 6 december 1884). Bij haar overlijden woonde ze in een van de huizen van het Brugse begijnhof.
- Rosalie (Doornik, 1828 - Brugge, 26 februari 1856), woonde bij haar ouders toen ze stierf.
- Beatrice (Brugge, 16 mei 1830 - aldaar, 30 oktober 1903), tweelingzus van Celestin.
- Mathilde (Brugge, 23 januari 1834 - aldaar, 5 oktober 1888).
- Sophie (Brugge, 25 juni 1835 - Blankenberge, 26 maart 1911) was de enige die trouwde. Het was in 1872 dat ze in het huwelijk trad met de juwelier en muntenmaker Edward Dryepondt (1840 - na 1905), zoon van Louis Dryepondt en Colette Belamy. Ze hadden een zoon en drie dochters.
- Leontine (Brugge, 22 mei 1839 - aldaar, 24 november 1898).

## Andere scholen
Binnen de familie Brans-Neyts werden nog andere schoolinitiatieven genomen.
- In 1839 bestond de 'school van Juffrouw Neyts', een schoonzus van Brans. Haar onderwijssysteem volgde dat van meester Brans.[17]
- In 1845 richtte juffrouw Brans, een van de dochters van Jan Brans een meisjesschool op.[18] Ook over deze school stak Journal de Bruges regelmatig de loftrompet.[19] Vanaf 1857 waren het twee zussen Brans die de school leidden.[20]

## Publicaties
- Nieuwe bijdragen voor opvoeding en onderwijs ten dienste der onderwijzers, 1852-57.
- Nieuw tijdschrift voor opvoeding en onderwijs ten dienste der lagere scholen, 1858-59.

## Voetnoten
1. ↑  Gazette van Brugge, 29 april 1835.
2. ↑  Gazette van Brugge, 3 september 1845.
3. ↑  Journal de Bruges, 21 augustus 1840, 26 augustus 1841, 8 september 1843, 2 september 1846, 8 september 1847, 6 september 1848, 8 september 1849, 3 september 1853, enz.
4. ↑  Journal de Bruges, 6 november 1850.
5. ↑  Journal de Bruges, 8 september 1842.
6. ↑  Journal de Bruges, 18 april 1843.
7. ↑  Journal de Bruges, 3 september 1853.
8. ↑  Journal de Bruges, 26 september 1858.
9. ↑  Journal de Bruges, 2 oktober 1858.
10. ↑  Journal de Bruges, 12, 13, 16, 24, 25 februari 1859, 6, 8 maart 1859; Gazette van Brugge, 26 februari, 7 maart 1859).
11. ↑  Journal de Bruges, 21 mei 1860
12. ↑  Journal de Bruges, 30 september 1862.
13. ↑  Journal de Bruges, 15 en 16 november 1862; Gazette van Brugge, 15 en 17 november 1862.
14. ↑  Journal de Bruges, 15 december 1862.
15. ↑  Journal de Bruges, 28 juli 1863.
16. ↑  Journal de Bruges, 22 augustus 1863.
17. ↑  Journal de Bruges, 3 september 1839.
18. ↑  Journal de Bruges, 11 september 1845.
19. ↑  Journal de Bruges, 16 september 1846, 14 september 1847, 9 september 1848, 8 september 1849, 29 augustus 1850, 30 september 1851, 4 september 1852, 3 september 1853, 31 augustus 1854, enz.
20. ↑  Journal de Bruges, 5 september 1857.